# Pohronská Polhora
Pohronská Polhora je obec na Slovensku v okrese Brezno. V obci se nalézá
římskokatolický kostel sv. Michala archanděla z roku 1833 a kaplička sv. Jana Nepomuckého.

## Dějiny
Počátky historie obce sahají do roku 1786, kdy z jedenácti osad Horní Oravy přišli na území nynější obce první osadníci zaobírající se hlavně chovem ovcí, dřevorubectvím a povoznictvím. Důvodem jejího založení byly časté přepady zbojnických skupin, které napadaly obchodníky a cestující
přes sedlo Zbojská.
V obci žije dnes 1718 obyvatel a rozprostírá na celkové ploše 3 773 hektarů. Nejníže položeným bodem je dolina Liesková (600 m n. m.) a nejvyšším místem ve výšce 1441 m n. m. vrchol Fabovy hole (1439 m n. m.), která je i nejvyšším vrcholem mikroregionu Muráňská planina.
Obec žije bohatým kulturním a společenským životem. Nachází se zde kulturní středisko a turistická ubytovna, v budově obecního úřadu byla zřízena historická expozice života a tradic obyvatel obce.

## Památky
Dominantou nynější obce je klasicistní kostel sv. Michala se zvonicí. Je znám svojí unikátní výzdobou z podzimních
plodů a obrazů z přírodních materiálů, která je každoročně realizována koncem září v době Michalských hodů. Zajímavostí je i starý polhorský hřbitov, ve kterém se nachází vice jak 100 litinových křížů a je zapsán v Ústředním seznamu kulturních památek na Slovensku.